# دایچی کامادا
دایچی کامادا (ژاپنی: 鎌田 大地؛ زادهٔ ۵ اوت ۱۹۹۶) یک بازیکن فوتبال اهل ژاپن است، که در باشگاه کریستال پالاس بازی می‌کند.
از باشگاه‌هایی که در آن بازی کرده‌است می‌توان به باشگاه فوتبال ساگان توسو، آینتراخت فرانکفورت، سنت ترویدنس اشاره کرد.

## افتخارات
- آینتراخت فرانکفورت

- لیگ اروپا۲۲_۲۰۲۱ قهرمان

1. ↑  دایچی کامادا در National-Football-Teams.com